# Georg Gotthilf Evers

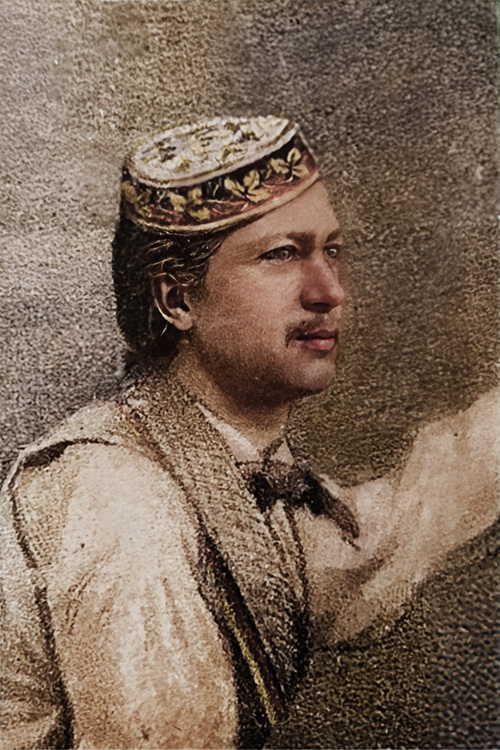
Gotthilf Evers als Burschenschafter, 1859

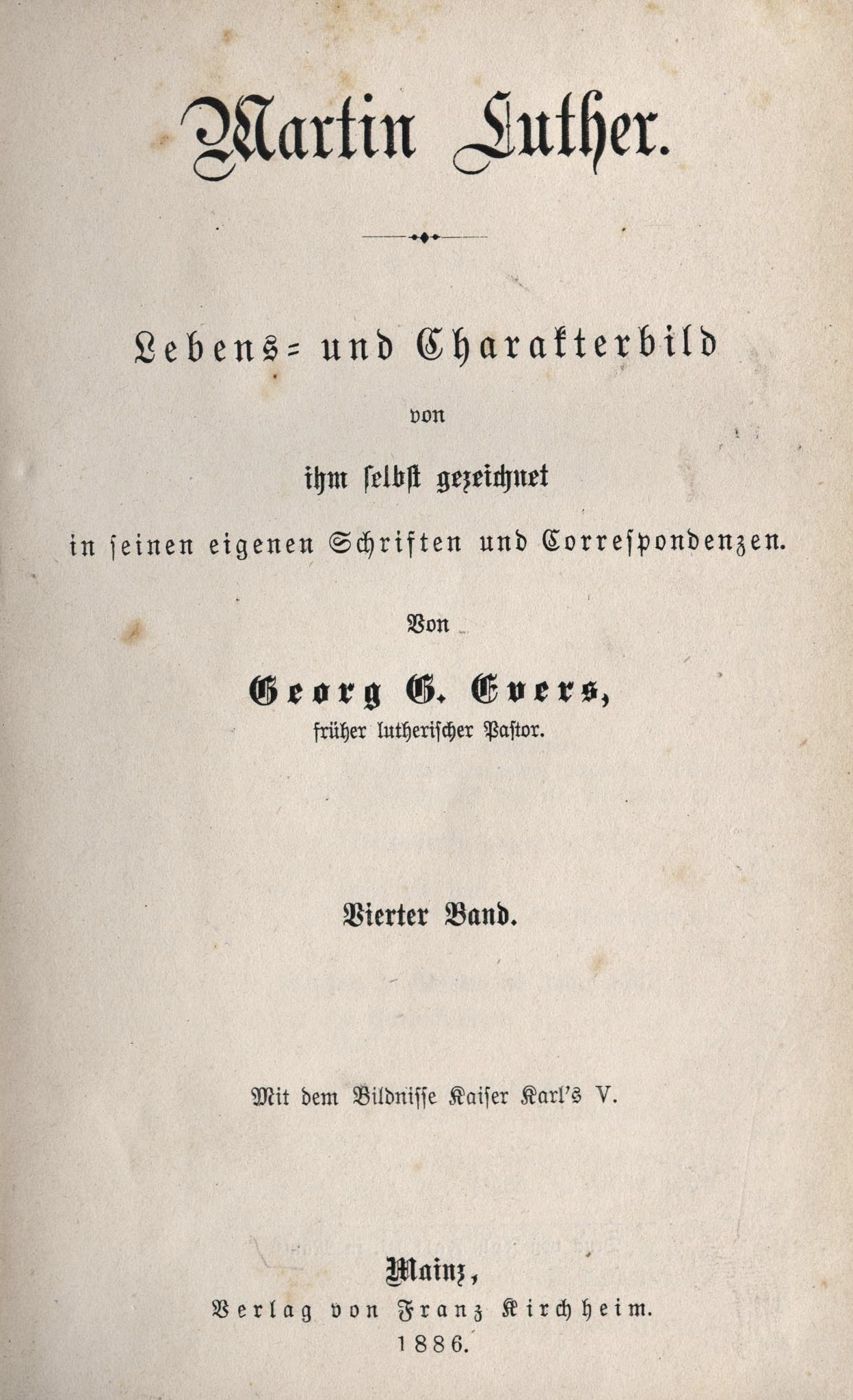
Titelblatt Lutherbiographie von Georg Gottlieb Evers (Band 4), 1886

Georg Gotthilf Evers (* 26. August 1837 in Mengershausen; † 24. Juli 1916 in Innsbruck) war ein lutherischer Pfarrer, der zur katholischen Kirche konvertierte und sich dann als Schriftsteller betätigte.

## Leben und Wirken
Er kam als Sohn von Karl Ludwig Christian Daniel Evers, lutherischer Pfarrer und später Superintendent in Gehrden bei Hannover, zur Welt. 
Georg Gotthilf Evers besuchte die Gymnasien in Göttingen und Celle, dann studierte er nach dem Wunsch des Vaters Theologie an der Universität Erlangen, und Göttingen obwohl er eine starke naturwissenschaftliche Neigung hatte. Während des Studiums schloss er sich dem Erlanger Wingolf und der Germania Göttingen an. Zunächst Hauslehrer, wurde er 1862 Rektor der Stiftsschule in Wunstorf, 1866 Pfarrcollaborator in Schladen, 1868 Pfarrer in Steigerthal bei Nordhausen und 1873 Pfarrer in Urbach.
Angeregt durch Schriften des konservativ-lutherischen Theologen und Literaturhistorikers August Vilmar begann sich Evers intensiv mit Kirchen- und Reformationsgeschichte zu befassen. Nach langjährigen Studien kam er 1880 zu dem Entschluss sein Pfarramt aufzugeben und im gleichen Jahr zur katholischen Kirche zu konvertieren. 
Nach dem Konfessionswechsel siedelte Georg Gotthilf Evers nach Österreich-Ungarn über. Seine Hoffnung, zum katholischen Priester geweiht zu werden, erfüllte sich jedoch nicht. Er widmete sich nun hauptsächlich der Schriftstellerei, ging aber auch seinem botanischen Hobby verstärkt nach, das er schon als Pfarrer nebenbei betrieben hatte. Evers lebte lange in Trient, dann in Barcola bei Triest, in Eppan/Südtirol und seit 1904 in Triest. 1883 publizierte er seine Konversionsschrift Katholisch oder Protestantisch? Oder: Wie war's möglich, dass ein orthodox-lutherischer Pastor nach Rom gehen konnte, 1889 das autobiographische Buch Licht und Schatten: kleine Bilder aus den Erinnerungen eines weiland lutherischen Schulrectors und Pfarrers. Hauptwerk, als Frucht seiner reformationsgeschichtlichen Studien, wurde die sechsbändige Lutherbiographie Martin Luther. Lebens- und Charakterbild, von ihm selbst gezeichnet in seinen eigenen Schriften und Correspondenzen, erschienen im Mainzer Verlag Franz Kirchheim. 1896 veröffentlichte er die botanische Schrift: Beiträge zur Flora des Trentino 
Sein botanisches Autorenkürzel lautet „Evers“.
Georg Gotthilf Evers starb 1916 in Innsbruck. 
Der Pädagoge und Buchautor Matthias Evers (1845–1906) war sein jüngerer Bruder und der Stiefvater des Schriftstellers Wilhelm Hegeler (1870–1943).